# Jailhouse Rock (canção)
"Jailhouse Rock" é uma canção escrita pelos compositores estadunidenses, Jerry Leiber e Mike Stoller e que primeiramente se tornou um hit de Elvis Presley, após ser gravada pelo "Rei do Rock". A canção foi lançada como single 45rpm em 24 de setembro de 1957 para coincidir com o lançamento do filme de Elvis, Jailhouse Rock. O compositor Mike Stoller pode ser visto tocando piano na apresentação do filme da música.
A canção como cantada por Elvis Presley é # 67 na lista de Rolling Stone das 500 melhores canções de todos os tempos e foi nomeada número um do The Rock and Roll Hall of Fame's 500 Songs that Shaped Rock and Roll.

## Personagens e temas
Alguns dos personagens citados na canção são pessoas reais. Henry Shifty era um conhecido músico Las Vegas, não um criminoso. A "Gangue Roxa" era uma multidão real. "Sad Sack" era uma gíria usada no exército dos Estados Unidos na Segunda Guerra Mundial para apelidar um trapalhão ou perdedor, e também se tornou o nome de um personagem de quadrinhos.

## Lançamentos e desempenho comercial
O single, com o seu lado B, "Treat Me Nice" foi um hit número #1 nos Estados Unidos por 7 semanas, no outono de 1957, e número #1 no Reino Unido por três semanas no início de 1958. Além disso, "Jailhouse Rock" passou uma semana no topo das paradas do país e alcançou a posição #2 nas paradas de R&B. and reached the #2 position on the R&B charts.
Também em 1958, "Jailhouse Rock" foi a canção principal em um EP (Extended Play), juntamente com outras músicas do filme, ou seja, "Young and Beautiful", "I Want to be Free", "Don't Leave Me Now" e "(You're So Square) Baby I Don't Care." O EP chegou ao topo das paradas da Billboard, vendendo dois milhões de cópias e ganhando o certificado duplo platina pela RIAA.
Em 2005, a canção foi relançada no Reino Unido e atingiu a posição #1 em sua única semana. A canção, que é um exemplo de forma de verso simples, acabou por receber uma certificação dupla-platina adicional da RIAA em 1992, representando vendas de 2 milhões de cópias do single. O vídeo da canção de Elvis é conhecido como o primeiro vídeo musical.

## Desempenho nas paradas e certificações
| Tabela musical (1957/1958)              | Melhor posição |
| --------------------------------------- | -------------- |
| Austrália (ARIA Chart)                  | 3              |
| Bélgica (Ultratip) (Wallonia)           | 8              |
| Estados Unidos (Billboard Hot 100)      | 1              |
| Estados Unidos (Best Sellers in Stores) | 1              |
| Estados Unidos (Most Played by Jockeys) | 1              |
| Estados Unidos (Country Songs)          | 3              |
| Estados Unidos (R&B/Hip-Hop Songs)      | 1              |
| Estados Unidos (Most Played by Jockeys) | 1              |

| Tabela musical (1957)              | Melhor posição |
| ---------------------------------- | -------------- |
| Austrália (ARIA Chart)             | 22             |
| Estados Unidos (Billboard Hot 100) | 16             |
| Estados Unidos (R&B/Hip-Hop Songs) | 11             |

| País/Associação       | Certificação | Vendas     |
| --------------------- | ------------ | ---------- |
| Estados Unidos - RIAA | 2× Platina   | 2,000,000+ |

| Tabela musical (1974)        | Melhor posição |
| ---------------------------- | -------------- |
| Bélgica (Ultratip)Wallonia   | 9              |
| Países Baixos (Dutch Top 40) | 4              |
| Suécia (Sverigetopplistan)   | 58             |

| Tabela musical (1977)            | Melhor posição |
| -------------------------------- | -------------- |
| Reino Unido - (UK Singles Chart) | 44             |

| Tabela musical (2005)          | Melhor posição |
| ------------------------------ | -------------- |
| Irlanda (IRMA)                 | 23             |
| França (SNEP)                  | 87             |
| Suíça (Schweizer Hitparade)    | 96             |
| Países Baixos (Dutch Top 40)   | 19             |
| Suécia (Sverigetopplistan)     | 37             |
| Reino Unido (UK Singles Chart) | 1              |

## Covers e referências
"Jailhouse Rock" foi realizada regularmente em um medley junto com a banda de rock and roll, Queen e foi a música de abertura da turnê do Queen em 1980, a The Game. Foi a última música no filme The Blues Brothers. Esta canção foi apresentada no American Idol na quinta temporada do concorrente, Taylor Hicks executada em 9 de maio de 2006, enquanto a 7ª temporada pelo concorrente, Danny Noriega, executada em 20 de fevereiro de 2008. A canção também foi destaque do filme de animação da Disney, Lilo & Stitch durante os créditos finais. Em um episódio de Full House Jesse e Becky cantam essa canção em sua recepção de casamento
A banda de rock alemã, Spider Murphy Gang é o nome de um dos personagens nas letras.

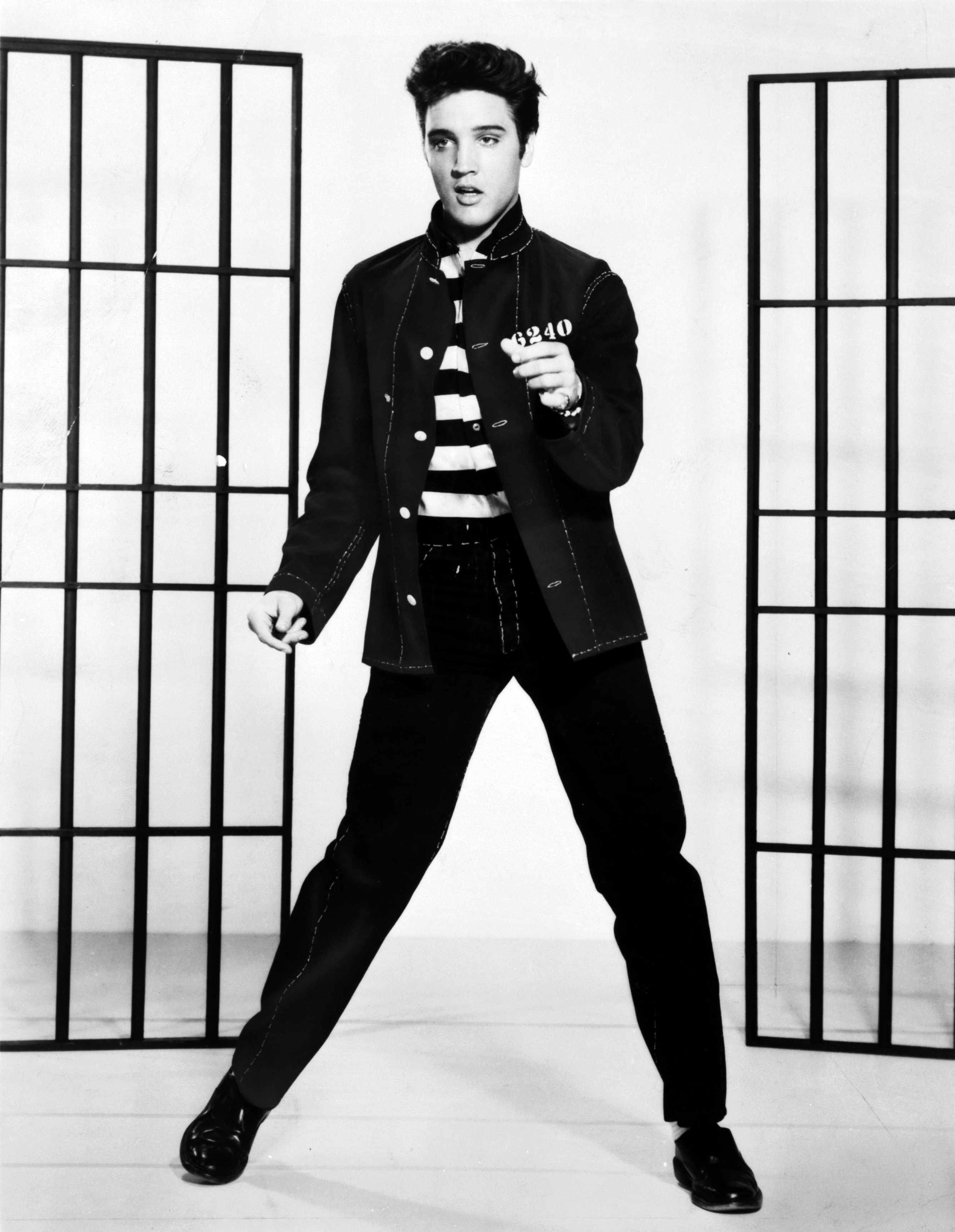
Elvis Presley no vídeo de Jailhouse Rock.

No romance de Stephen King, Christine, "Jailhouse Rock" está jogando quando o carro corre Buddy Repperton, um dos caras que quebraram o carro na garagem.
Westlife cantou a música para a peça de seu medley, Where the Dreams Come True Tour.
Chris Brown fez um cover da canção em 2007 para o filme, Movie's Rock.
Em 2013, a boy band One Direction, gravou o vídeo da canção "Kiss You" relacionado ao vídeo de Jailhouse Rock.
Jailhouse Rock foi gravada por:
- The Residents
- Jerry Lee Lewis
- Miranda Lambert
- Merle Haggard
- Mötley Crüe
- Brownsville Station
- The Blues Brothers (Versão editada para o filme: The Blues Brothers Movie)
- Patti Smith
- ZZ Top
- The Animals
- Twisted Sister
- The Cramps
- Judy Nylon
- Looney Tunes[10]
- John Cougar Mellencamp (Versão incluida na trilha sonora de Honeymoon in Vegas)
- Michael Bolton and Carl Perkins
- Jeff Beck Group (com Rod Stewart e Ronnie Wood)
- Billy "Crash" Craddock
- Adriano Celentano
- Cliff Richard - durante as turnês
- ABBA com Olivia Newton-John e Andy Gibb
- Queen
- Frankie Lymon
- Danny Noriega
- Enrique Guzmán (Em espanhol)
- Micro Chips (Em espanhol)
- Dean Carter (1967)
- Mind Garage
- Ibex gravado junto com Freddie Mercury, do Queen em Live In Liverpool
- Carl Perkins
- Eilert Pilarm
- Link Wray
- Marshall Chapman